# Тализіна Ніна Федорівна
Ніна Федорівна Тализіна (28 грудня 1923, Лучинське, Ярославська область, СРСР — 6 січня 2018, Москва, Росія) — радянський і російський психолог. Фахівець у галузі педагогічної психології. Лауреат великої кількості премій і нагород за заслуги у галузі науки і освіти. Зробила значний внесок у розробку діяльнісного підходу до навчання. Дійсний член Академії педагогічних наук СРСР (з 1989), дійсний член Російської академії освіти (з 1993).

## Біографія
Ніна Тализіна народилася в багатодітній селянській сім'ї у селі Лучинське під містом Ярославлем. У молодості на світогляд Тализіної великий вплив справила сім'я просвітителя Б. Ф. Некрасова, племінника Миколи Некрасова.
Після закінчення семирічної школи Ніна Тализіна вступила в 1939 році до Ярославського педагогічного училища. У 1942 році стала студенткою фізико-математичного факультету Ярославського педагогічного інституту, де почала займатися психологією під керівництвом професора НДІ психології АПН РРФСР Т. Є. Єгорова.
З 1947 по 1950 роки вона навчалася в аспірантурі НДІ психології АПН РРФСР. Під керівництвом професора Петра Шеварьова захистила дисертацію на тему «Міркування при рішенні геометричних задач». Одночасно працювала в науковій лабораторії психології навчання, яку очолювала Наталія Менчинська.
З 1950 року працювала в Московському державному університеті. Науково-дослідну діяльність в МДУ розпочала під керівництвом Петра Гальперіна. Співпрацювала з ним від самого початку розробки його теорії поетапного формування розумових дій, є його ученицею і послідовницею. У 1970 року під його керівництвом захистила докторську дисертацію на тему «Управління процесом засвоєння знань».
У 1963 році очолила кафедру педагогіки філософського факультету МДУ, а після створення факультету психології — кафедру педагогічної психології та педагогіки, завідувачкою якої була протягом 28 років. У 1971 році Ніні Тализіній присвоєно звання професора, того ж року її обрано членом-кореспондентом АПН СРСР, а в 1989 році — академіком АПН СРСР (РАО).
З 1966 року Ніна Тализіна була керівником лабораторії педагогічної психології, а з 1989 року очолювала Центр з перепідготовки працівників системи освіти при факультеті психології МДУ, який здійснює навчання викладачів і методистів на основі діяльнісної теорії навчання.
Померла 6 січня 2018 року; похована на Істрінському кладовищі в Московській області.

## Науковий внесок
Вихідними теоретичними постулатами діяльнісної теорії навчання послужили положення, розроблені в радянській психології Л. С. Виготським, С. Л. Рубінштейном, О. М. Леонтьєвим, П. Я. Гальперіним. На думку Тализіної, саме діяльнісний підхід є методологічною базою для створення психології, яка дозволяє подолати функціоналістський підхід до психіки, що заважає її адекватному дослідженню. За одиницю аналізу (зокрема навчальної діяльності) повинна виступати не ізольована функція, а дія як системне утворення. Ніна Тализіна розвивала ідеї діяльнісної теорії та загальнопсихологічної теорії становлення психічних функцій П. Я. Гальперіна. Завдяки Тализіній теорія формування розумових дій і понять в даний час реалізується на практиці в процесі навчання в усьому світі.
Обширні дослідження Ніни Тализіної дуже посприяли розвиткові педагогічної психології, а також організації сучасної безперервної освіти та професійної підготовки психологів. Ніна Тализіна активно вивчала закономірності та механізми процесу навчання, формування розумових дій і пізнавальних умінь. Розроблено методи моделювання різних видів пізнавальної діяльності та принципи управління процесом їх формування. Сформульовано діяльнісну концепцію програмованого навчання.
Ніна Тализіна провела сім циклів досліджень. Вони присвячені:
1. формуванню наукових понять[19][20][21];
2. віковим можливостям засвоєння логічного мислення[22];
3. моделювання і формування пізнавальних видів діяльності[23];
4. психологічним механізмам узагальнення[24];
5. розгляду навчання як одного з видів управління та аналізу особливостей реалізації у навчанні вимог загальної теорії управління[25];
6. діянісному підходу до психодіагностики інтелекту[26][27];
7. використання діяльнісного підходу при розробці проблем дидактики[28].

Результати досліджень Ніни Тализіної представлені в численних (понад 400) публікаціях, виданих шістнадцятьма мовами.

## Основні праці
- Теоретические проблемы программированного обучения. М., 1969;
- Пути и возможности автоматизации учебного процесса. (В соавторстве с Т. В. Габай). М., 1977;
- Методика составления обучающих программ: Учебное пособие. 1980;
- Управление процессом усвоения знаний: психологические основы. М., 1975, 1984;
- Педагогическая психология. Психодиагностика интеллекта. (Совместно с Ю. В. Карповым). М., 1987;
- Пути разработки профиля специалиста. (Ред. и соавт.). Саратов, 1987;
- Формирование познавательной деятельности младших школьников: Кн. для учителя; М., 1988;
- Природа индивидуальных различий: Опыт исследования близнецовым методом. (Совместно с С. В. Кривцевой, Е. А. Мухаматулиной). М., 1991;
- Формирование приемов математического мышления (Сборник) (Ред. и соавт.). М., 1995;
- Усвоение научных понятий в школе. (Совместно с И. А. Володарской [Архівовано 17 вересня 2018 у Wayback Machine.], Г. А. Буткиным). М., 1999;
- «Практикум по педагогической психологии», М., 2002, 2008;
- Педагогическая психология. Учебное пособие. М., 1998—2013 (9 изданий). [Архівовано 18 червня 2018 у Wayback Machine.]

## Нагороди та звання
Ніна Тализіна — заслужений професор Московського університету (1997); почесний професор факультету психології МДУ (2003); володар великої кількості нагород за внесок у розвиток науки та освіти. До їх числа входять:
- золота медаль «Видатні вчені XXI століття» Міжнародного біографічного центру (2007);
- премія Президента РФ в галузі освіти (1997);
- премія імені М. В. Ломоносова за наукову діяльність (2001) за цикл робіт «Діяльнісна теорія учення і навчання»;
- золота медаль Російської Академії Освіти (2007);
- медаль Н. К. Крупської;
- медаль К. Д. Ушинського;
- значок «Відмінник вищої освіти»;
- дві медалі ВДНГ;
- Орден Куби за внесок у розвиток освіти в республіці (1988);
- переможець Національного конкурсу «Золота Психея» в номінації «Патріарх російської психології» (2013).